# Espagne aux Jeux olympiques d'hiver de 1988
L'Espagne participe aux Jeux olympiques d'hiver de 1988, qui ont lieu à Calgary au Canada. Ce pays, représenté par douze athlètes, prend part aux Jeux d'hiver pour la douzième fois de son histoire. Il ne remporte pas de médaille.

## Résultats

### Luge

#### Hommes
| Athlète      | Manche 1 | Manche 1 | Manche 2 | Manche 2 | Manche 3 | Manche 3 | Manche 4 | Manche 4 | Total          | Total |
| Athlète      | Temps    | Rang     | Temps    | Rang     | Temps    | Rang     | Temps    | Rang     | Temps          | Rang  |
| ------------ | -------- | -------- | -------- | -------- | -------- | -------- | -------- | -------- | -------------- | ----- |
| Pablo García | 48 s 702 | 31       | 47 s 953 | 29       | 48 s 708 | 29       | 48 s 115 | 25       | 3 min 13 s 478 | 29    |

### Patinage artistique

#### Femmes
| Athlète      | CF | SP | FS | TFP  | Rang |
| ------------ | -- | -- | -- | ---- | ---- |
| Yvonne Gómez | 17 | 19 | 17 | 34,8 | 18   |

### Saut à ski
| Athlète     | Épreuve         | Saut 1   | Saut 1 | Saut 2   | Saut 2 | Total  | Total |
| Athlète     | Épreuve         | Distance | Points | Distance | Points | Points | Rang  |
| ----------- | --------------- | -------- | ------ | -------- | ------ | ------ | ----- |
| Bernat Sola | Tremplin normal | 71,0 m   | 73,2   | 68,5 m   | 67,2   | 140,4  | 57    |
| Bernat Sola | Grand tremplin  | 96,5 m   | 78,5   | 86,0 m   | 60,8   | 139,3  | 51    |

### Ski alpin

#### Hommes
| Athlète              | Épreuve      | Manche 1        | Manche 2        | Total           | Total           |
| Athlète              | Épreuve      | Temps           | Temps           | Temps           | Rang            |
| -------------------- | ------------ | --------------- | --------------- | --------------- | --------------- |
| Luis Fernández Ochoa | Super-G      |                 |                 | N'a pas terminé | N'a pas terminé |
| Delfin Campo         | Super-G      |                 |                 | N'a pas terminé | N'a pas terminé |
| Jorge Pujol          | Super-G      |                 |                 | 1 min 49 s 33   | 36              |
| Luis Fernández Ochoa | Slalom géant | N'a pas terminé | N'a pas terminé | N'a pas terminé | N'a pas terminé |
| Delfin Campo         | Slalom géant | 1 min 11 s 68   | 1 min 08 s 50   | 2 min 20 s 18   | 39              |
| Jorge Pujol          | Slalom géant | 1 min 11 s 31   | 1 min 08 s 16   | 2 min 19 s 47   | 37              |
| Delfin Campo         | Slalom       | N'a pas terminé | N'a pas terminé | N'a pas terminé | N'a pas terminé |
| Jorge Pujol          | Slalom       | N'a pas terminé | N'a pas terminé | N'a pas terminé | N'a pas terminé |
| Luis Fernández Ochoa | Slalom       | 56 s 85         | 53 s 18         | 1 min 50 s 03   | 18              |

#### Femmes
| Athlète                | Épreuve      | Manche 1        | Manche 2        | Total           | Total           |
| Athlète                | Épreuve      | Temps           | Temps           | Temps           | Rang            |
| ---------------------- | ------------ | --------------- | --------------- | --------------- | --------------- |
| Ainhoa Ibarra          | Super-G      |                 |                 | 1 min 24 s 70   | 33              |
| Blanca Fernández Ochoa | Super-G      |                 |                 | 1 min 22 s 04   | 21              |
| Eva Moga               | Slalom géant | N'a pas terminé | N'a pas terminé | N'a pas terminé | N'a pas terminé |
| Ainhoa Ibarra          | Slalom géant | N'a pas terminé | N'a pas terminé | N'a pas terminé | N'a pas terminé |
| Blanca Fernández Ochoa | Slalom géant | 59 s 68         | N'a pas terminé | N'a pas terminé | N'a pas terminé |
| Eva Moga               | Slalom       | 52 s 79         | N'a pas terminé | N'a pas terminé | N'a pas terminé |
| Blanca Fernández Ochoa | Slalom       | 49 s 89         | 49 s 55         | 1 min 39 s 44   | 5               |

### Ski de fond

#### Hommes
| Épreuve | Athlète    | Course            | Course          |
| Épreuve | Athlète    | Temps             | Rang            |
| ------- | ---------- | ----------------- | --------------- |
| 15 km   | José Giro  | 48 min 54 s 2     | 63              |
| 15 km   | Jordi Ribó | 48 min 40 s 7     | 61              |
| 30 km   | Jordi Ribó | N'a pas terminé   | N'a pas terminé |
| 30 km   | José Giro  | 1 h 38 min 01 s 5 | 59              |
| 50 km   | José Giro  | 2 h 27 min 05 s 8 | 58              |
| 50 km   | Jordi Ribó | 2 h 24 min 10 s 4 | 53              |

#### Femmes
| Épreuve | Athlète      | Course            | Course |
| Épreuve | Athlète      | Temps             | Rang   |
| ------- | ------------ | ----------------- | ------ |
| 5 km    | Piroska Abos | 17 min 41 s 6     | 49     |
| 10 km   | Piroska Abos | 35 min 17 s 8     | 46     |
| 20 km   | Piroska Abos | 1 h 07 min 33 s 1 | 49     |